# Rafał Wiśniewski
Rafał Wiśniewski (ur. 22 lutego 1965 w Łodzi) – polski dyplomata, hungarysta, dyrektor Instytutu Polskiego w Budapeszcie (1992–1997), ambasador na Węgrzech (2001–2005) i w Danii (2010–2015), podsekretarz stanu w Ministerstwie Spraw Zagranicznych (2005–2007), dyrektor generalny służby zagranicznej (2007–2010, od 2023), szef służby zagranicznej (od 2023).

## Życiorys
W 1989 ukończył studia hungarystyczne na Wydziale Neofilologii Uniwersytetu Warszawskiego. W latach 1988–1991 pracował na tym wydziale, specjalizując się w historii politycznej i kulturze Węgier XX wieku. Był też głównym specjalistą ds. Europy Środkowej w Ośrodku Studiów Międzynarodowych w Kancelarii Senatu. Do 1989 zajmował się także tłumaczeniem i pisaniem dla niezależnej prasy katolickiej oraz wydawnictw drugoobiegowych. Po 1989 publikował m.in. w „Polsce w Europie”, „Res Publice”, „Tygodniku Solidarność”, „Gazecie Wyborczej”, a także w prasie węgierskiej.
Następnie do 1997 pełnił kolejno funkcje II i I sekretarza oraz radcy Ambasady RP w Budapeszcie, od 1992 był równocześnie dyrektorem Instytutu Polskiego w Budapeszcie. Od 1997 do 2001 pracował w Ministerstwie Spraw Zagranicznych. Pełnił m.in. funkcje naczelnika Wydziału Europy Środkowej i pełnomocnika ds. promocji kultury polskiej. Był wówczas zaangażowany w powstanie instytutów polskich w takich miastach jak: Kijów, Nowy Jork, Bukareszt, Tel Awiw, Sankt Petersburg, Madryt i Bruksela.
W latach 2001–2005 zajmował stanowisko ambasadora Polski w Budapeszcie. Od 3 listopada 2005 do 30 sierpnia 2007 był podsekretarzem stanu w Ministerstwie Spraw Zagranicznych. 16 listopada 2007 został powołany na dyrektora generalnego służby zagranicznej, gdzie koordynował prace związane z włączeniem Urzędu Komitetu Integracji Europejskiej w strukturę MSZ oraz odpowiadał za modernizację informatyczną resortu. W 2010 odwołano go z pełnionej funkcji, by powołać na ambasadora RP w Kopenhadze. Zakończył urzędowanie w 2015. Następnie ambasador tytularny w MSZ. W grudniu 2023 objął stanowiska szefa służby zagranicznej oraz p.o. dyrektora generalnego, a następnie dyrektora generalnego służby zagranicznej.

## Życie prywatne
Żonaty, ojciec dwóch córek. Zna język angielski i węgierski.

## Odznaczenia
- Odznaka Honorowa „Bene Merito” – 2010[13]
- Krzyż Komandorski Orderu Zasługi Republiki Węgierskiej – 2005[2]